# …Baby One More Time (album)
…Baby One More Time – debiutancki album studyjny amerykańskiej piosenkarki Britney Spears.
Album rozszedł się w nakładzie 31 mln kopii na całym świecie. W samych Stanach Zjednoczonych nakład wydawnictwa rozszedł się w 14 mln kopii, uzyskując certyfikat diamentu (czternastokrotnej platyny) według Recording Industry Association of America, zaś w Europie – w nakładzie 4 mln egzemplarzy z oficjalnym certyfikatem stowarzyszenia przyznającego certyfikaty za sprzedaż ogólną płyt na terytorium europejskim, International Federation of the Phonographic Industry otrzymując za to wyróżnienie czterokrotnie platynowej płyty. W Kanadzie album pokrył się diamentem za sprzedaż 1,5 mlna egzemplarzy (zgodnie z danymi Music Canada, organem przyznającym oficjalne certyfikaty za sprzedaż wydawnictw muzycznych). W Japonii (jedynym rynku azjatyckim, w którym wydawnictwa muzyczne sprzedają się w milionach egzemplarzy), płyta sprzedała się w nakładzie 100 tys. egzemplarzy, otrzymując za to status złotej płyty, według stowarzyszenia Recording Industry Association of Japan, przyznającego oficjalne certyfikaty sprzedaży płyt i singli.  Album został uznany przez magazyn Rolling Stone za najlepszy debiutancki album wszech czasów. Został wpisany do Księgi rekordów Guinnessa jako najlepiej sprzedający się album nagrany przez nastoletniego solistę w historii i jako najlepiej sprzedający się album w Stanach Zjednoczonych w 1999.

## Lista utworów
1. „…Baby One More Time” (Max Martin) – 3:31
2. „(You Drive Me) Crazy” (M. Martin, J. Elofsson, P. Magnusson, D. Kreuger) – 3:20
3. „Sometimes” (J. Elofsson) – 4:06
4. „Soda Pop” (M. Bassie, E. Foster White) – 3:22
5. „Born to Make You Happy” (Kristian Lundin, Andreas Carlsson) – 4:05
6. „From the Bottom of My Broken Heart” (E. Foster White) – 5:11
7. „I Will Be There” (Max Martin, Andreas Carlsson) – 3:54
8. „I Will Still Love You” (with Don Philip) (E. Foster White) – 4:03
9. „Thinkin' About You” (M. Bassie, E. Foster White) – 3:36
10. „E-Mail My Heart” (E. Foster White) – 3:43
11. „The Beat Goes On” (S. Bono) – 3:43

## Lista utworów (Europa)
1. …Baby One More Time (Max Martin) – 3:31
2. (You Drive Me) Crazy (M. Martin, J. Elofsson, P. Magnusson, D. Kreuger) – 3:20
3. Sometimes (J. Elofsson) – 4:06
4. Soda Pop (M. Bassie, E. Foster White) – 3:22
5. Born to Make You Happy (Kristian Lundin, Andreas Carlsson) – 4:05
6. From the Bottom of My Broken Heart (E. Foster White) – 5:11
7. I Will Be There (Max Martin, Andreas Carlsson) – 3:54
8. I Will Still Love You (with Don Philip) (E. Foster White) – 4:03
9. Deep in My Heart (P. Magnusson, D. Kreuger, Carlsson) – 3:35
10. Thinkin’ About You (M. Bassie, E. Foster White) – 3:36
11. E-Mail My Heart (E. Foster White) – 3:43
12. The Beat Goes On (S. Bono) – 3:43
13. Autumn Goodbye (E. Foster White) – 3:41
14. I'll Never Stop Loving You (J. Blume, S. diamond) – 3:42
15. …Baby One More Time [Davidson Ospina Radio Mix] – 3:26
16. …Baby One More Time [Boy Wonder Radio Mix] – 3:27

## Bonusy na europejskiej wersji płyty
1. Deep in My Heart (P. Magnusson, D. Kreuger, Carlsson) – 3:35
2. Autumn Goodbye (E. Foster White) – 3:41
3. I’ll Never Stop Loving You (J. Blume, S. diamond) – 3:42
4. …Baby One More Time [Davidson Ospina Radio Mix] – 3:26
5. …Baby One More Time [Boy Wonder Radio Mix] – 3:27

## Bonusy na australijskiej wersji płyty
1. Autumn Goodbye (E. Foster White) – 3:41
2. I'll Never Stop Loving You (J. Blume, S. diamond) – 3:42
3. …Baby One More Time [Davidson Ospina Radio Mix] – 3:26
4. …Baby One More Time [Boy Wonder Radio Mix] – 3:27

## Single

### Wydane w USA
- …Baby One More Time
- Sometimes
- (You Drive Me) Crazy
- From the Bottom of My Broken Heart

### Wydane w Europie i Kanadzie
- …Baby One More Time
- Sometimes
- (You Drive Me) Crazy
- Born to Make You Happy

## Sprzedaż płyty
| Lista                              | Prowider                           | Pozycja | Certyfikat  | Sprzedaż   |
| ---------------------------------- | ---------------------------------- | ------- | ----------- | ---------- |
| U.S. Billboard 200                 | Billboard/RIAA                     | 1       | Diament     | 14.000.000 |
| U.S. Billboard Top Internet Albums | Billboard/RIAA                     | 1       | Diament     | 14.000.000 |
| Azja Albums Chart                  | ABD                                | 1       | 5 × platyna | 5.000.000  |
| Europa Albums Chart                | IFPI                               | 1       | 4 × platyna | 4.600.000  |
| Australia Albums Chart             | ARIA                               | 2       | 5 × platyna | 380.000    |
| Brazylia Albums Chart              | ABPD                               | 1       | 3 x platyna | 300.000+   |
| Japonia Albums Chart               | Oricon                             | 9       | 3x platyna  | 750.000    |
| Kanada Albums Chart                | Nielsen SoundScan                  | 1       | Diament     | 1.500.000  |
| Meksyk Albums Chart                | AMPROFON                           | 1       | Diament     | 500.000+   |
| Polska                             | ZPAV                               | –       | Platyna     | 100 000+   |
| Wielka Brytania Albums Chart       | BPI/The Official UK Charts Company | 2       | 7 × platyna | 2.350.000  |